# Maurice Andrieu (homme politique, 1913-1993)
Pour les articles homonymes, voir Maurice Andrieu et Andrieu.
Maurice Andrieu, né le 21 octobre 1913 à Rodez (Aveyron) et mort le 21 avril 1993 à Toulouse (Haute-Garonne), est un homme politique français.

## Détail des fonctions et des mandats
Mandats parlementaires
- 11 mars 1973 - 2 avril 1978 : Député de la 3e circonscription de la Haute-Garonne
- 19 mars 1978 - 22 mai 1981 : Député de la 3e circonscription de la Haute-Garonne